# セイナッツァロ
セイナッツァロ（フィンランド語: Säynätsalo）は、フィンランドの中央スオミ県の都市ユヴァスキュラにある区 (fi:Suuralue) の1つである。かつては独立した自治体を形成していたが、1993年にユヴァスキュラに編入されている。
セイナツァロ、セイナッアロの他に、サユナットサロ、サユナツサロ、サユナッツァロ、サウナッツァロ、サゥナッツァロなどの表記ゆれがある。

## 地理

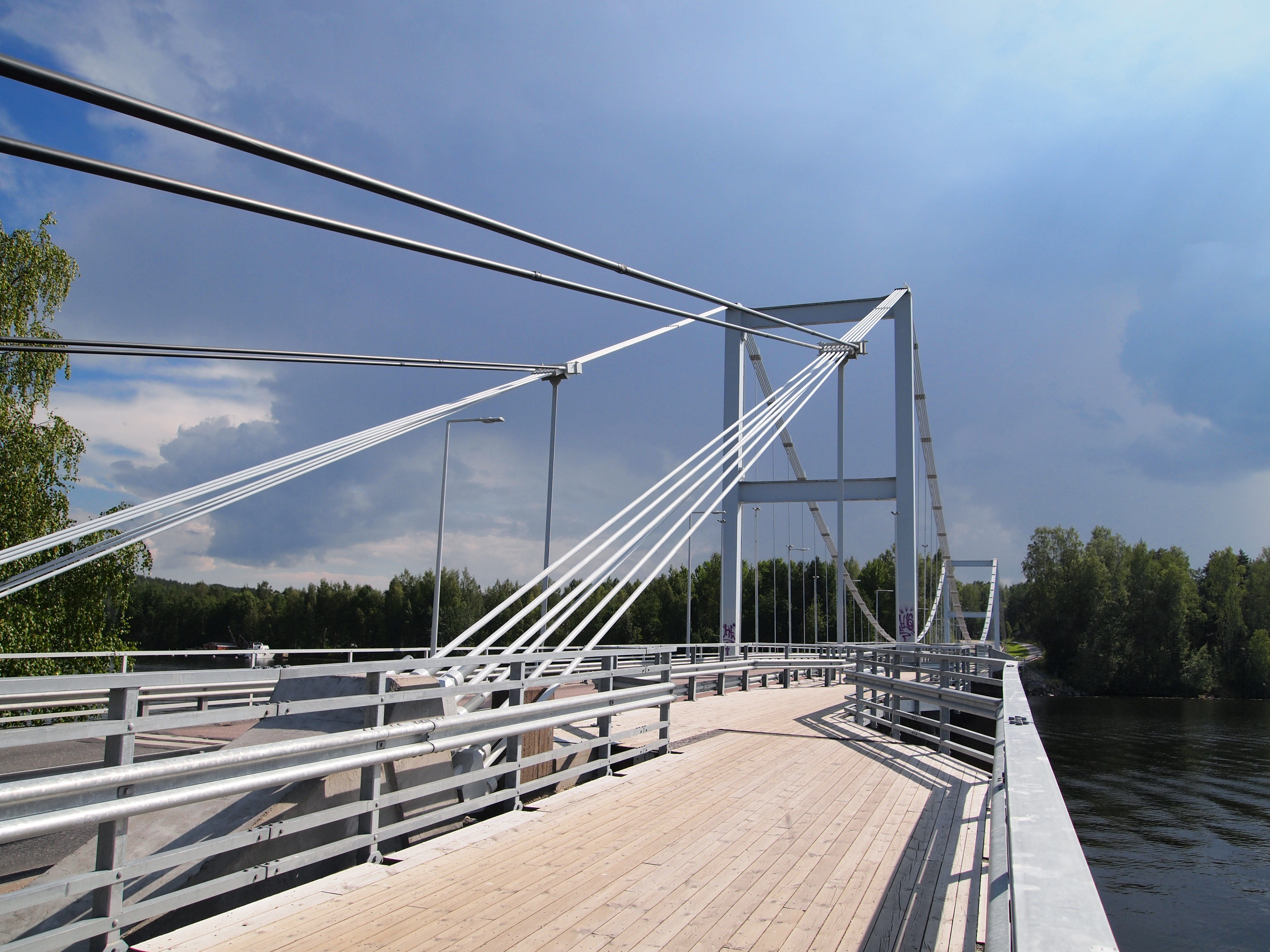
吊り橋

セイナッツァロは、フィンランドで2番目に大きい湖、パイエンネ湖の中にあり、主として本島のセイナッツァロ島の他に、ムーラッツァロ島 (fi:Muuratsalo) の一部、およびレへティサーリ島 (fi:Lehtisaari (Säynätsalo)) から構成されている。
セイナッツァロ島とレへティサーリ島は、全長178メートルの吊り橋 (fi:Louhunsalmen riippusilta) によって接続されている。
2015年12月31日時点で、人口は 3,294 人であり、面積は 22.3 平方キロメートルである。

## 歴史

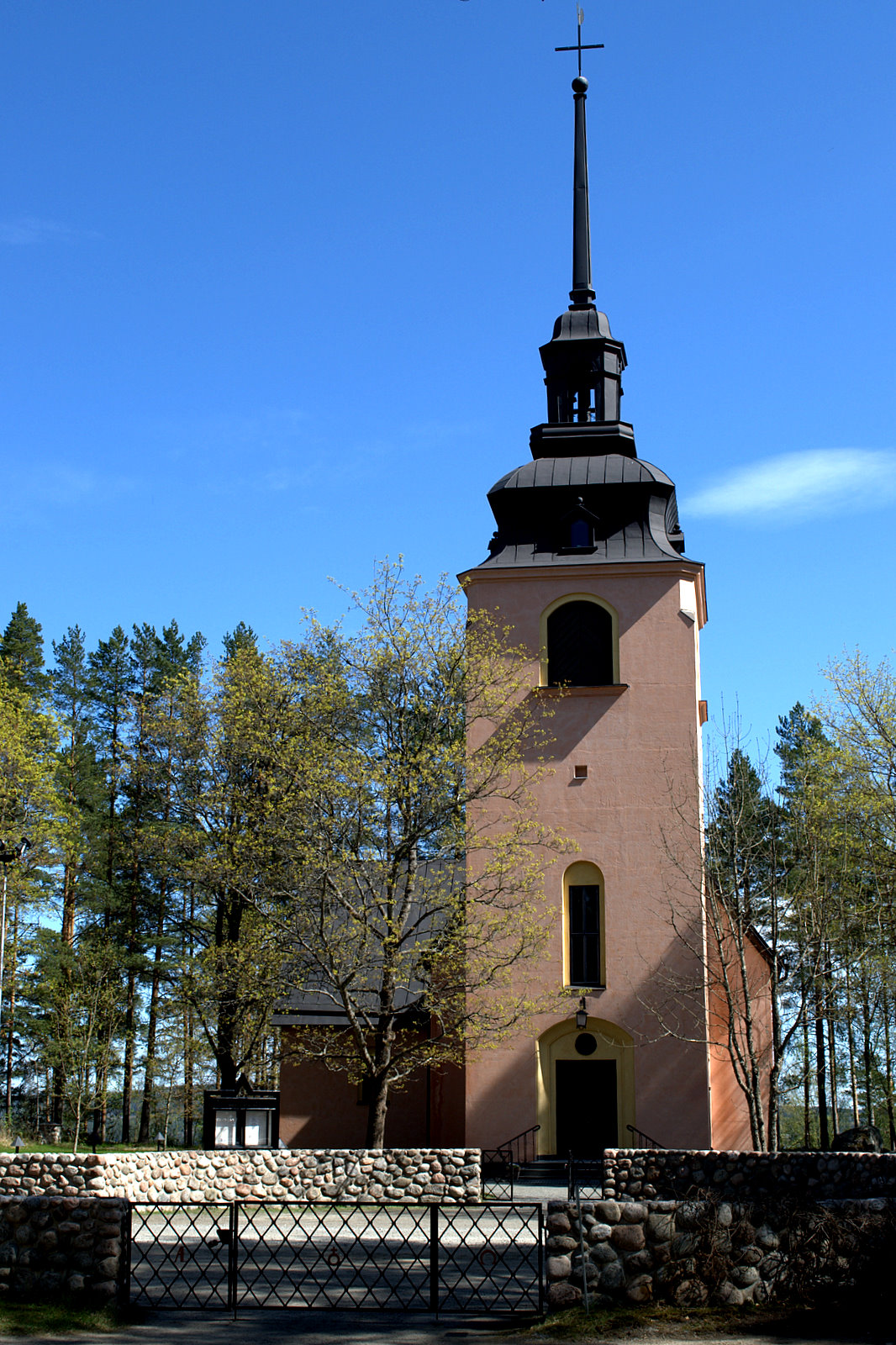
教会

1898年、ユーハン・パルビアイネン (fi:Johan Parviainen) によって、当時無人であったセイナッツァロ島に製材所が創設される。1914年、合板工場が設立される。1924年、ムーラメ (en:Muurame) から独立する。
1952年、建築家アルヴァ・アールトが設計したセイナッツァロの村役場が完成する。1993年、ユヴァスキュラに編入され、区となる。

## 教育・文化
教育施設には、Lehtisaaren koulu の他に Muuratsalon päiväkoti-koulu および Säynätsalon päiväkoti-koulu がある。毎年8月に Säynätsalopäivät と呼ばれる祭りが開催されている。

セイナッツァロ教会 (fi:Säynätsalon kirkko) は、建築家のアルマス・リンドグレン (en:Armas Lindgren) および Bertel Liljequist によって設計され、1927年に創設された。